# 전정 기관

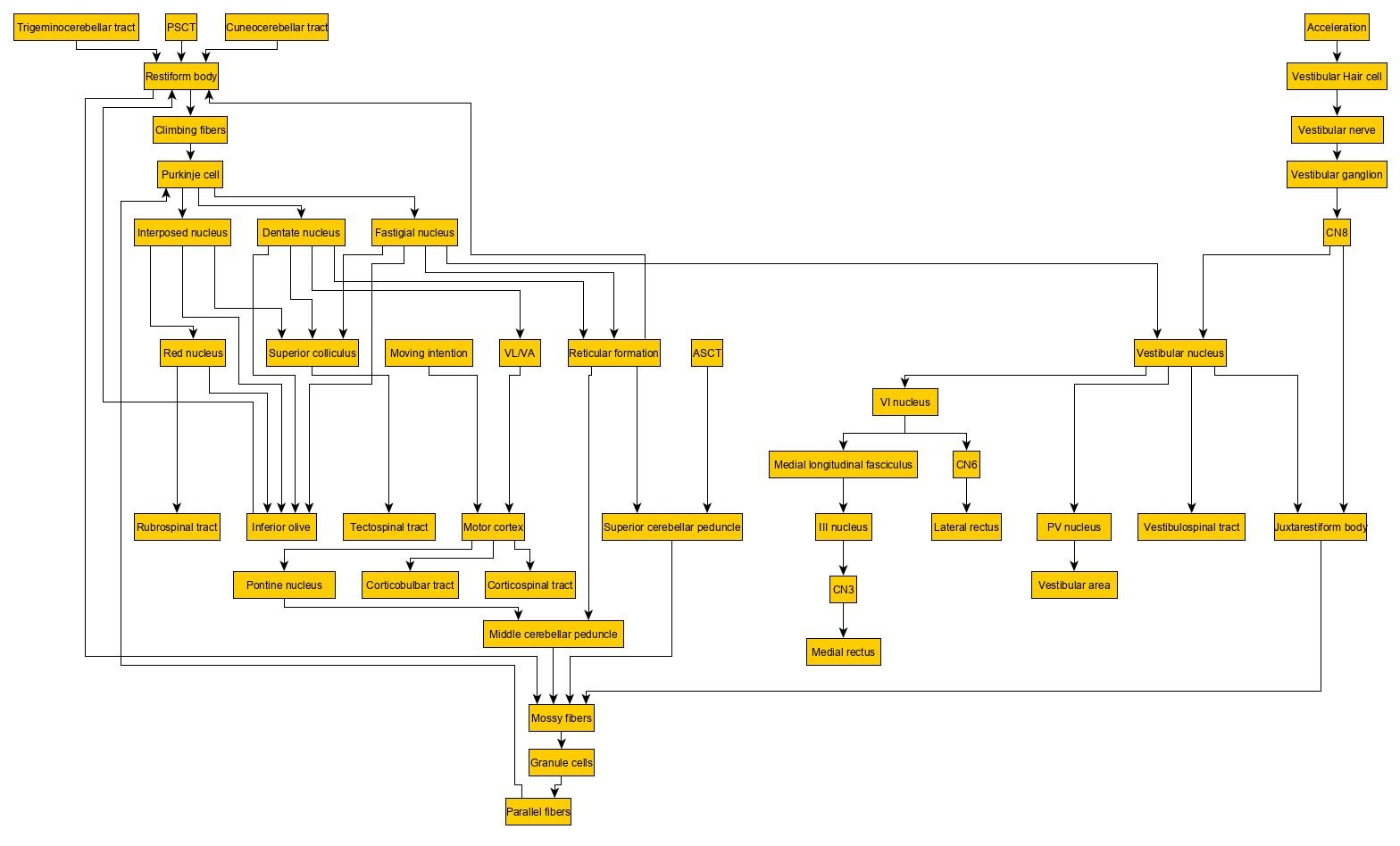
안뜰/균형 시스템의 신경 경로

안뜰기관(vestibular organ, vestibular system) 또는 전정 기관(前庭器官)은 이동과 평형감각을 주관하는 감각 기관으로, 대부분의 포유류에서 공간적 지향을 담당한다. 신체상에서는 속귀에서 평형 감각을 맡고 있는 둥근주머니, 타원주머니, 반고리관을 통틀어 이른다.

## 구조
둥근주머니와 타원주머니라는 두 개의 막성 주머니가 있는데, 전자는 측벽에, 후자는 하상에 감각 세포를 중심으로 하는 독특한 구조를 갖고 있다. 감각 세포는 긴 소모를 가진 젤라틴 상태의 액상 물질 속에 가득 차 있으며, 그 위에는 칼슘염과 단백질로 된 자갈 모양 또는 모래 모양의 이석(耳石)이 있다. 머리의 자세가 바뀌면 이석은 중력 방향으로 끌리기 때문에 젤라틴 상태의 물질을 그 방향으로 끌어당겨 이것이 감각 세포의 소모를 움직여 세포를 자극하고, 흥분을 일으킨다. 이 흥분이 세포와 결합되어 있는 지각 신경(전정 신경)에 전해져 중계없이 능뇌까지 전해진다. 감각 세포에는 이 밖에 원심성 신경의 말단이 결합되어 있다. 따라서 이 신경에 의해 감각 세포의 흥분은 강해지거나 약해지거나 한다.

### 반고리관
반고리관은 3개의 고리 모양의 관이 서로 직교하는 평면상에 배열되어 있으며, 세반고리관이라고도 한다. 정지 상태에서 움직이기 시작할 때나 속도가 변화할 때 이를 감지한다.

## 같이 보기
- 알코올
- 안뜰 (해부학)
- 안뜰신경